# 中国—太平洋岛国经济发展合作论坛
中国—太平洋岛国经济发展合作论坛是中华人民共和国与太平洋岛国在经贸领域对话机制，是中国与太平洋岛国密切经济联系、促进共同发展的重要平台。

## 简介
2006年4月，首届论坛在斐济召开。
2013年11月8日，第二届论坛在中国广州市举办，中国与太平洋岛国8个建交国政府出席。本届论坛主题为“绿色创新，合作共赢”。
2019年10月21日，第三届论坛在萨摩亚首都阿皮亚召开，中共中央总书记兼中国国家主席习近平向论坛致贺信。